# The Wendell Baker Story
The Wendell Baker Story is een film uit 2005 onder regie van Andrew Wilson en Luke Wilson.

## Verhaal
Wendell Baker is een ex-gevangene met goede bedoelingen, die na zijn vrijlating op zoek gaat naar een baan. Hij krijgt een baan in het bejaardenhuis en probeert via de bewoners zijn ex-vriendin terug te krijgen.

## Rolverdeling
| Acteur             | Personage     |
| ------------------ | ------------- |
| Luke Wilson        | Wendell Baker |
| Seymour Cassel     | Boyd          |
| Eddie Griffin      | McTeague      |
| Kris Kristofferson | Nasher        |
| Eva Mendes         | Doreen        |
| Harry Dean Stanton | Skip          |
| Owen Wilson        | Neil King     |
| Spencer Scott      | Grady         |
| Will Ferrell       | Dave Bix      |
| Azura Skye         | May           |